# Brachycereus nesioticus
Brachycereus nesioticus ist die einzige Pflanzenart der monotypischen Gattung Brachycereus in der Familie der Kakteengewächse (Cactaceae). Der botanische Name der Gattung leitet sich vom griechischen Adjektiv „βραχύς“ (brachys) für kurz ab und bedeutet Kurzer Cereus. Das Artepitheton nesioticus leitet sich von den griechischen Substantiv „νήσος“ (nesos) für Insel ab.

## Beschreibung
Der vielstämmige Brachycereus nesioticus bildet dichte Polster, die einen Umfang von 2 Meter erreichen. Die mehr oder weniger aufrechten, zylindrischen, dicht von Dornen eingehüllten Triebe haben ein Wuchshöhe von 10 bis 50 Zentimeter bei einem Durchmesser von 3 bis 5 Zentimeter. Seine 16 bis 22 Rippen sind niedrig. Die etwa 40 ungleichen, strahlenden, steifen bis etwas biegsamen Dornen sind gelblich und werden im Alter dunkel. Die Dornen sind 0,5 bis 5 Zentimeter lang.
Die cremeweißen, engtrichterigen Blüten öffnen sich am Tag, sind 6 bis 11 Zentimeter lang und haben Durchmesser zwischen 2 und 5,5 Zentimetern. Das Perikarpell ist mit zahlreichen dornigen Areolen und kleinen Schuppen bedeckt. Die dunklen, fleischigen Früchte mit dauerhaftem Blütenrest sind 1,5 bis 3,5 Zentimeter lang und haben einen Durchmesser zwischen 1 und 1,4 Zentimeter. Sie enthalten bräunlich schwarze, rundliche bis eiförmige Samen von 1 bis 1,5 Millimeter Durchmesser.

## Verbreitung, Systematik und Gefährdung
Brachycereus nesioticus ist auf den im Galápagos-Archipel liegenden Inseln Isla Bartolomé, Isla Fernandina, Isla Genovesa, Isla Isabela, Isla Pinta sowie Isla San Salvador verbreitet und wächst dort auf unfruchtbaren Lavaflächen. Die Gattung wurde 1920 von Britton und Rose aufgestellt.
Die Erstbeschreibung als Cereus nesioticus durch Karl Moritz Schumann wurde 1902 veröffentlicht. Curt Backeberg stellte die Art 1936 in die Gattung Brachycereus.
Brachycereus nesioticus wurde in der Roten Liste gefährdeter Arten der IUCN von 2002 als „Vulnerable (VU)“, d. h. gefährdet eingestuft. Im Jahr 2013 wird die Art als „Least Concern (LC)“, d. h. als nicht gefährdet geführt.

## Nachweise